# 内斯普勒
内斯普勒（法語：Nespouls，法語發音：[nɛspul]）是法国科雷兹省的一个市镇，位于该省西南部，和洛特省接壤，属于布里夫拉盖亚尔德区。

## 地理
内斯普勒（45°3'0"N, 1°30'9"E）面积20.14 平方千米，位于法国新阿基坦大区科雷兹省，该省份为法国中南部省份，北起上维埃纳省和克勒兹省，西接多爾多涅省，南至洛特省，东临多姆山省和康塔爾省。
与内斯普勒接壤的市镇（或旧市镇、城区）包括：沙尔特里耶-费里耶尔、沙斯托、埃斯蒂瓦勒、瑞雅勒-拿撒勒、诺阿耶、蒂雷讷、日尼亚克、克雷桑萨克-萨拉扎克。
内斯普勒的时区为UTC+01:00、UTC+02:00（夏令时）。

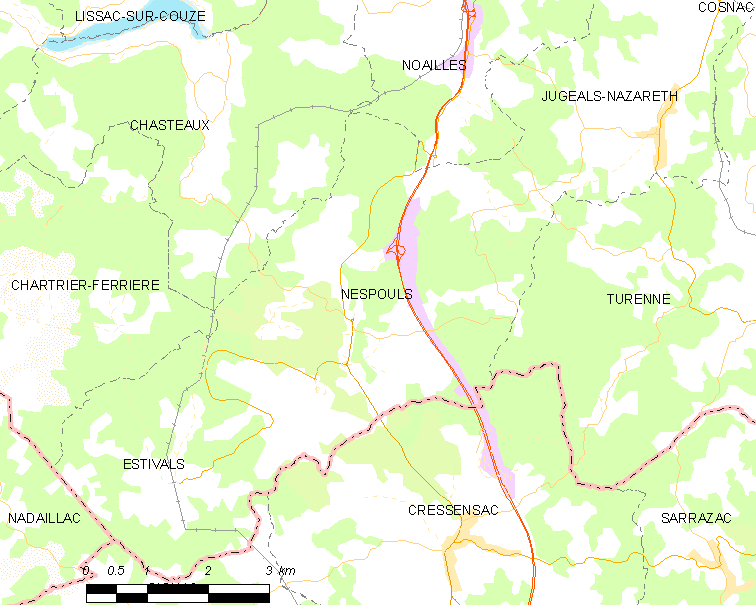
内斯普勒的OSM定位图

## 行政
内斯普勒的邮政编码为19600，INSEE市镇编码为19147。

## 政治
内斯普勒所属的省级选区为圣庞塔莱翁-德拉尔什县。

## 交通
布里夫-苏亚克机场位于其境内。

## 人口

1962-2008年间内斯普勒人口变化图示

内斯普勒于2022年1月1日时的人口数量为641人。